# Nellieburg, Mississippi
Nellieburg là một thành phố thuộc quận Lauderdale, tiểu bang Mississippi, Hoa Kỳ. Năm 2010, dân số của thành phố này là 1 414 người.

## Dân số
- Dân số năm 2000: 1 354 người.
- Dân số năm 2010: 1 414 người.